# Albert Bunjaki
Albert Bunjaki (ur. 18 czerwca 1971 w Prisztinie) – szwedzki piłkarz pochodzenia kosowskiego, grający na pozycji napastnika, trener piłkarski.

## Kariera piłkarska

### Kariera klubowa
W 1988 rozpoczął karierę piłkarską w miejscowym KF Priština. W 1991 wyjechał do Szwecji, gdzie został piłkarzem Skövde AIK. W 1992 przeniósł się do IFK/MBK Mariestad, w którym grał do 1997. Potem bronił barw klubów Törboda IK i Hassle/Torsö GoIF. W 1999 zakończył karierę piłkarską.

## Kariera trenerska
Jeszcze w sezonie 1998/99 będąc piłkarzem Hassle/Torsö GoIF rozpoczął karierę szkoleniową. Potem trenował kluby Tidavads IF, Örebro Syrianska IF i Tidaholms GoIF. Od 2005 do 2007 pomagał trenować Degerfors IF i Kalmar FF. W latach 2009–2010 pracował jako główny trener FC Testverein. W lipcu 2009 został mianowany na selekcjonera narodowej reprezentacji Kosowa. W 2012 pomagał trenować Örebro SK oraz kierował drużyną juniorów klubu.